# UFC 276
UFC 276: Adesanya vs. Cannonier foi um evento de artes marciais mistas produzido pelo Ultimate Fighting Championship que aconteceu no dia 2 de julho de 2022, na T-Mobile Arena em Paradise, Nevada, parte da Área Metropolitana de Las Vegas, Estados Unidos.

## Antecedentes
O evento foi realizado durante a 10ª Semana Internacional da Luta do UFC. A cerimônia de posse do Hall da Fama do UFC 2022 também aconteceu durante a semana.
A disputa pelo Cinturão Peso Médio do UFC entre o atual campeão Israel Adesanya e Jared Cannonier foi a atração principal do evento.
A trilogia do Cinturão Peso Pena do UFC entre o atual campeão Alexander Volkanovski e o ex-campeão Max Holloway aconteceu neste evento. A dupla se conheceu no UFC 245, onde Volkanovski derrotou Holloway por decisão unânime para conquistar o título. O segundo encontro aconteceu no UFC 251, com Volkanovski defendendo com sucesso o título por decisão dividida. Eles eram originalmente esperados para se encontrarem pela terceira vez no UFC 272, mas Holloway desistiu devido a uma lesão anterior agravada.
Uma luta peso-mosca feminina entre a ex-campeã peso-galo feminina do Strikeforce e do UFC Miesha Tate e a ex- campeã peso-galo do Invicta FC (também ex-desafiante ao título peso-mosca feminino do UFC ) Lauren Murphy era esperada para acontecer no UFC on ESPN 36 . No entanto, a luta foi transferida para este evento devido a razões desconhecidas. Por sua vez, uma semana antes do evento, Murphy desistiu após testar positivo para COVID-19. A luta foi então remarcada para o UFC on ABC: Ortega vs. Rodrigues.
A luta dos médios entre Uriah Hall e André Sergipano aconteceu no evento. A dupla estava originalmente programada para se reunir como UFC on ESPN: Luque vs. Muhammad 2, mas Hall se retirou por razões desconhecidas.
Uma luta peso-mosca feminina entre a ex-desafiante ao Cinturão Peso Mosca Feminino do UFC Jessica Eye e Casey O'Neill era esperada para acontecer no evento. No entanto, O'Neill se retirou no final de abril devido a uma lesão no ligamento cruzado anterior e foi substituído por Maycee Barber.
Sean Strickland era esperado para enfrentar o ex-campeão dos médios e meio -pesados da Glory, Alex Pereira, no UFC 277. No entanto, a promoção decidiu transferir a dupla para este evento.
Uma luta leve entre Bobby Green e Jim Miller foi marcada anteriormente duas vezes, mas foi cancelada em ambas as ocasiões: primeiro no UFC 172 em abril de 2014, quando Green foi retirado devido a uma lesão no cotovelo. Green também desistiu da segunda reserva no UFC 258 em fevereiro de 2021, quando desmaiou após a pesagem e foi considerado inapto para competir. Esperava-se então que eles se encontrassem neste evento. Por sua vez, Green se retirou novamente por razões desconhecidas e foi substituído pelo ex-desafiante ao Cinturão Peso Leve do UFC Donald Cerrone em uma luta meio-médio. Miller e Cerrone se conheceram oito anos antes no UFC Fight Night: Cowboy vs. Miller que Cerrone venceu por nocaute no segundo round.

## Prêmios de bônus
Os seguintes lutadores receberam bônus de $ 50.000.
- Luta da noite: Bryan Barberena vs. Robbie Lawler
- Performance da Noite: Alex Pereira, Jalin Turner e Julija Stoliarenko

Os seguintes lutadores receberam prêmios "Fan Bonus of the Night" da Crypto.com pagos em bitcoin de US$ 30.000 para o primeiro lugar, US$ 20.000 para o segundo lugar e US$ 10.000 para o terceiro lugar.
- Primeiro lugar: Israel Adesanya
- Segundo lugar: Alexander Volkanovski
- Terceiro lugar: Alex Pereira